# Statul Darfur de Est
Statul Darfur de Est este unul dintre cele 18 unități administrativ-teritoriale de gradul I ale Sudanului, și unul din cele cinci state din regiunea Darfur. A fost creat în ianuarie 2012, anterior făcând parte din Statul Darfur de Sud. Reședința sa este orașul Ed Daein.